# OGAE Song Contest 1988
El Ogae Song Contest 1988 fue el tercer Ogae Song Contest realizado, la competición organizada entre los miembros de los cludes nacionales OGAE para seleccionar la mejor canción original cantada en uno de los idiomas oficiales del país del club. 10 canciones compitieron en el concurso, realizado en Cardiff en el Reino Unido.
Grecia, Bélgica y el Reino unido participan en el concurso por primera vez.

## Ubicación
Cardiff  es la capital de Gales (Reino Unido), así como el centro comercial, cultural, deportivo, educativo y mediático más importante del país. Se trata además de una autoridad unitaria situada en el sureste de Gales, a orillas del canal de Bristol y cerca de la frontera inglesa. La ciudad se expandió enormemente durante el siglo XIX debido a la industria minera y al tráfico de sus puertos.

## Participantes
| OGAE         | Intérprete(s)              | Canción                                     | Compositor(es)                                 | Idiomas    | Traducción al español                |
| ------------ | -------------------------- | ------------------------------------------- | ---------------------------------------------- | ---------- | ------------------------------------ |
| Alemania     | Mary Roos                  | "Explosion"                                 | Ralf René Maué                                 | Alemán     | Explosión                            |
| Bélgica      | Margriet Hermans           | "Mijn hart is te groot"                     | M. Hermans / P. Schoenmakers / Tobana          | Neerlandés | Mi corazón es demasiado grande       |
| España       | Los Rebeldes               | "Mediterráneo"                              | Carlos Segarra                                 | Español    | Mediterráneo                         |
| Finlandia    | Marion Rung                | "Alla auringon"                             | K. Issakainen / K. Kaislaranta / A. Ollikainen | Finés      | Al sol                               |
| Grecia       | Anna Vissi                 | "Ta Mathitika Hronia" (Τα Μαθητικά Χρόνια ) | Nikos Karvelas                                 | Griego     | Los años de estudiante               |
| Israel       | Gali Atari                 | "Nepal" (נפאל)                              | Ariel Zilber / Rachel Shapira                  | Hebrero    | Una taza de café                     |
| Noruega      | Reidar                     | "Reidar reiser snart"                       | David Mindel / Alf Tande Petersen              | Noruego    | Reidar viaja pronto                  |
| Países Bajos | Willeke Alberti            | "Samen zijn"                                | Peter van Asten / Tom Manders Jr.              | Neerlandés | Estar Juntos                         |
| Reino Unido  | Rick Astley                | "It would take a strong, strong man"        | Mike Stock / Matt Aitken / Pete Waterman       | Inglés     | Haría falta un hombre fuerte, fuerte |
| Suecia       | Tone Norum & Tommy Nilsson | "Allt som jag känner"                       | Alexander Bard / Oson / Tim Norell             | Sueco      | Todo lo que sé                       |

## Resultados

### Ganador

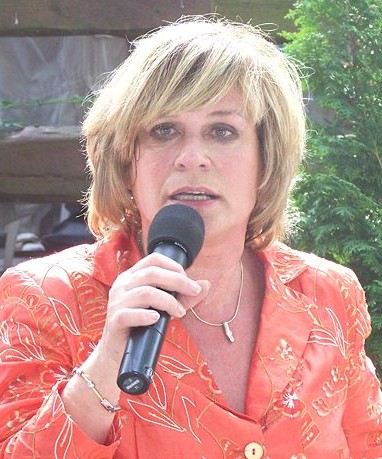
Mary Roos ganadora

La ganadora fue Mary Roos de Alemania por el tema "Explosion" con 83 puntos.
| #  | OGAE         | Intérprete(s)              | Canción                            | Puesto | Pts. |
| -- | ------------ | -------------------------- | ---------------------------------- | ------ | ---- |
| 01 | Noruega      | Reidar                     | Reidar reiser snart                | 07     | 46   |
| 02 | España       | Los Rebeldes               | Mediterráneo                       | 09     | 36   |
| 03 | Israel       | Gali Atari                 | Nepal                              | 08     | 40   |
| 04 | Países Bajos | Willeke Alberti            | Samen zijn                         | 06     | 55   |
| 05 | Bélgica      | Margriet Hermans           | Mijn hart is te groot              | 10     | 27   |
| 06 | Grecia       | Anna Vissi                 | Ta Mathitika Hronia                | 02     | 81   |
| 07 | Finlandia    | Marion Rung                | Alla auringon                      | 05     | 64   |
| 08 | Alemania     | Mary Roos                  | Explosion                          | 01     | 83   |
| 09 | Reino Unido  | Rick Astley                | It would take a strong, strong man | 04     | 65   |
| 10 | Suecia       | Tone Norum & Tommy Nilsson | Allt som jag känner                | 03     | 73   |

### Máximas puntuaciones
Número de maxímas puntuaciones obtenido por cada club OGAE
| N.º | A            | De                                |
| --- | ------------ | --------------------------------- |
| 3   | Alemania     | Noruega, España, Bélgica          |
| 3   | Grecia       | Finlandia, Países Bajos, Alemania |
| 1   | Suecia       | Israel                            |
| 1   | Finlandia    | Grecia                            |
| 1   | Países Bajos | Reino Unido                       |

### Tabla de votaciones
Desglose de votaciones por club OGAE
| Concursantes | Bandera de Noruega | Bandera de España | Bandera de Israel | Bandera de los Países Bajos | Bandera de Bélgica | Bandera de Grecia | Bandera de Finlandia | Bandera de Alemania | Bandera del Reino Unido | Bandera de Suecia |
| ------------ | ------------------ | ----------------- | ----------------- | --------------------------- | ------------------ | ----------------- | -------------------- | ------------------- | ----------------------- | ----------------- |
| Noruega      |                    | 2                 | 4                 | 3                           | 3                  | 10                | 7                    | 8                   | 5                       | 4                 |
| España       | 4                  |                   | 6                 | 4                           | 2                  | 8                 | 3                    | 3                   | 3                       | 3                 |
| Israel       | 3                  | 7                 |                   | 2                           | 5                  | 4                 | 5                    | 5                   | 4                       | 5                 |
| Países Bajos | 5                  | 3                 | 3                 |                             | 10                 | 7                 | 4                    | 4                   | 12                      | 7                 |
| Bélgica      | 2                  | 4                 | 2                 | 5                           |                    | 2                 | 2                    | 6                   | 2                       | 2                 |
| Grecia       | 6                  | 8                 | 5                 | 12                          | 8                  |                   | 12                   | 12                  | 10                      | 8                 |
| Finlandia    | 8                  | 5                 | 10                | 6                           | 4                  | 12                |                      | 7                   | 6                       | 6                 |
| Alemania     | 12                 | 12                | 8                 | 7                           | 12                 | 5                 | 10                   |                     | 7                       | 10                |
| Reino Unido  | 10                 | 10                | 7                 | 8                           | 7                  | 3                 | 6                    | 2                   |                         | 12                |
| Suecia       | 7                  | 6                 | 12                | 10                          | 6                  | 6                 | 8                    | 10                  | 8                       |                   |

### Porcentaje de Votos
Porcentaje del total de votos obtenido por cada club OGAE
| #  | País         | % Votos | % Votos |
| -- | ------------ | ------- | ------- |
| 1  | Alemania     |         | 14.56%  |
| 2  | Grecia       |         | 14.21%  |
| 3  | Suecia       |         | 12.81%  |
| 4  | Reino Unido  |         | 11.40%  |
| 5  | Finlandia    |         | 11.23%  |
| 6  | Países Bajos |         | 9.65%   |
| 7  | Noruega      |         | 8.07%   |
| 8  | Israel       |         | 7.02%   |
| 9  | España       |         | 6.31%   |
| 10 | Bélgica      |         | 4.74%   |
|    |              |         | 100%    |